# Marie Luisa Hesensko-Kasselská
Marie Luisa Hesensko-Kasselská (7. února 1688, Kassel – 9. dubna 1765, Leeuwarden) byla lankraběnka Hesensko-Kasselská a oranžská kněžna, jedna z mála žen, které získaly tento titul. Jejím otcem byl lankrabě Karel I. Hesensko-Kasselský a jeho manželka Marie Amálie Kuronská. Vzala si místodržitele Fríska a pozdějšího oranžského knížete Jana Viléma Frisa.
Nezvyklé je hlavně to, že Marie Luisa vládla celkem dvakrát za svůj život: poprvé jako regentka za svého syna Viléma IV. a podruhé, až do své smrti, za svého vnuka Viléma V.

## Rodina

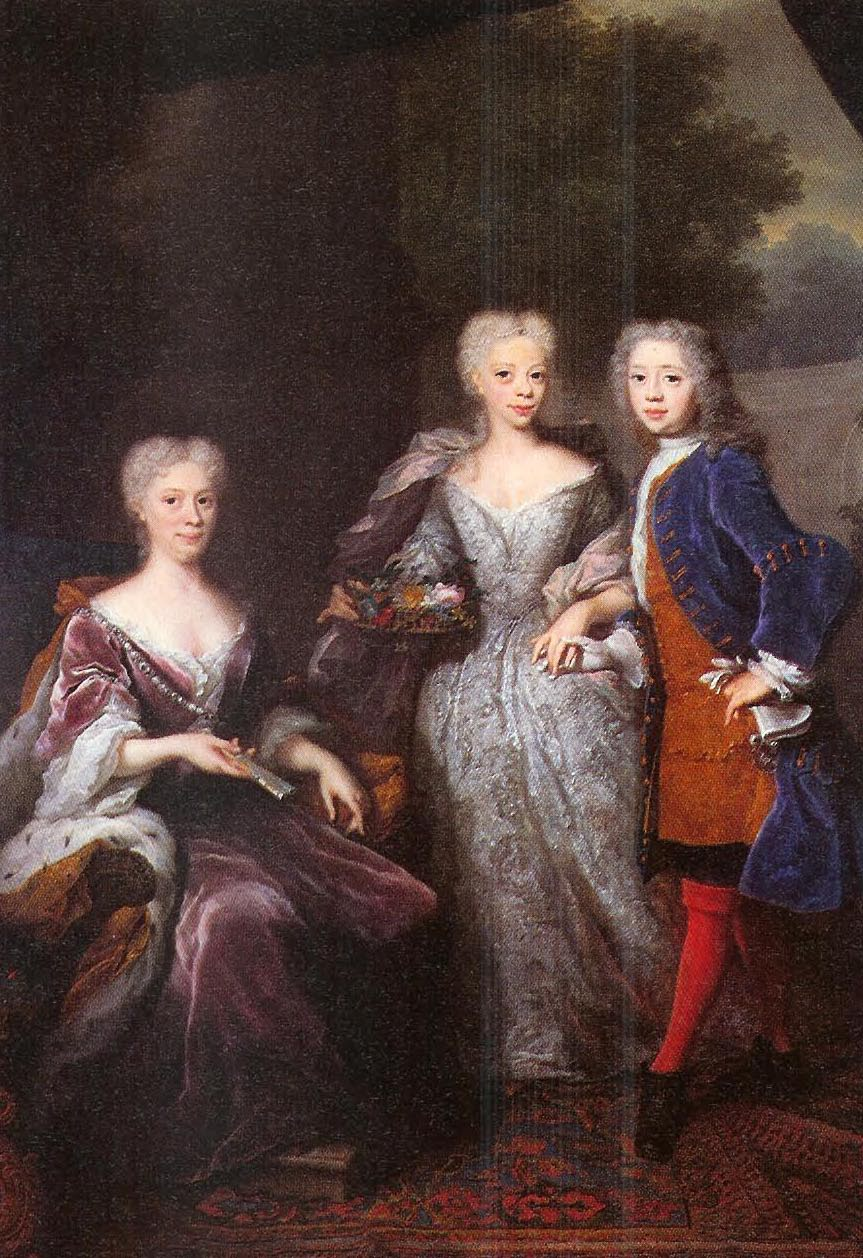
Marie Luisa (vlevo) se svými dětmi

Marie Luisa byla jedním ze sedmnácti dětí, které měl lankrabě Karel Hesensko-Kasselský se svojí příbuznou Marií Amálií Kuronskou. Jejím sourozencem je například i Frederik I. Švédský nebo Vilém VIII. Hesensko-Kasselský. Mariini prarodiče z otcovy strany byli Vilém IV. Hesensko-Kasselský a Hedvika Žofie Braniborská. Z matčiny strany to byli Jacob Kettler, kuronský vévoda, a Luisa Šarlota Braniborská.

## Manželství a děti
Dne 26. dubna 1709 se Marie Luisa provdala za Jana Viléma Frisa, oranžského knížete. Byl nejstarším žijícím synem Jindřicha Kazimíra II., nasavsko-dietzského knížete a Henrietty Amálie Anhaltsko-Desavské. Jeho titul zdědil roku 1702 Vilém III., oranžský kníže, díky své příbuznosti s Fredrikem Hendrikem a Vilémem I. zvaným Tichým.
Za jejich zasnoubením pravděpodobně stála skutečnost, že Jana Viléma se vícekrát pokusili zabít jeho nepřátelé usilující o titul oranžského knížete. Jeho matka Henrietta Amálie proto rychle začala hledat vhodnou nevěstu pro svého syna, která by byla s královským rodem spřízněna blíže než on. V úvahu připadalo několik dívek, týden po cestě do Hesensko-kasselského knížectví se ale Jan Vilém zasnoubil právě s Marií Luisou. Tehdy bylo Marii dvacet let a obecně se o ní nemluvilo jako o krásné dámě. Měla prý příliš tvrdé rysy a nevzhledně vystupující nos. Přesto se spolu Marie Luisa a Jan Vilém vzali a krátkou dobu spolu byli šťastni, než Jan nešťastnou náhodou utonul roku 1711. V té době spolu již měli dceru Amálii a krátce po jeho smrti se narodil i pohrobek Vilém, později známý jako Vilém IV. Oranžský.

## Život
Vzhledem k tomu, že její manžel zemřel zatímco ona byla těhotná, její syn Vilém zdědil titul oranžského knížete již šest týdnů po narození. Jako regentka proto vládla Marie Luisa až do roku 1731 a za její vlády se měla zem velmi dobře, přestože byla v těchto věcech nezkušená. Za své vlády zažila několik přírodních katastrof, jako bylo několik špatných sklizní za sebou nebo tuhé zimy. Rychle si získala i oblibu obyvatelstva. Byla známá svojí inteligencí a laskavostí. Velkým problémem doby byli i parazité z Dálného Východu ničící hráze. Na jejich opravy bylo potřeba mnoho peněz a zvýšení daní v Haagu nebylo možné, proto přijela osobně za americkým generálem,[kdo?] který zrovna přebýval v Nizozemsku. Při odjezdu již měla k dispozici velkou částku peněz a jelo s ní i několik dobrovolníků pro opravy hrází.
Po návštěvě Francie v roce 1736 udržovala korespondenci s náboženským a sociálním reformátorem Mikulášem Ludvíkem. Marie sama byla věřící a poskytovala útočiště pronásledovaným protestantům, kteří prchali před Habsburky. Dokonce, i přes odpor svého syna Viléma, dovolila velké skupince Moravanů usadit se v knížectví.
Pro svého syna dohodla sňatek s Annou Hannoverskou. Ona sama se s ní však setkala pouze několikrát za život, jelikož žila ve svém vlastním domě v ústraní od zbytku rodiny.
Mezi lety 1759 až do své smrti roku 1765 byla regentkou za nedospělého vnuka Viléma V. Ještě před ní tuto funkci vykonávala její snacha, Anna Hannoverská a po Marii pak její vnučka Karolína.
Marie Luisa byla vdovou 54 let. 9. dubna 1765 v Leeuwardenu zemřela. Přežila i svého vlastního syna o čtrnáct let.

## Vývod z předků
|                                |                                    |  |                   |                                      |  |  |  |  |  |  |  | Mořic Hesensko-Kasselský |
|                                |                                    |  |                   |                                      |  |  |  |  |  |  |  |                          |
|                                | Vilém V. Hesensko-Kasselský        |  |                   |                                      |  |  |  |  |  |  |  |                          |
|                                |                                    |  |                   |                                      |  |  |  |  |  |  |  |                          |
|                                |                                    |  |                   | Anežka ze Solms-Laubachu             |  |  |  |  |  |  |  |                          |
|                                |                                    |  |                   |                                      |  |  |  |  |  |  |  |                          |
|                                | Vilém VI. Hesensko-Kasselský       |  |                   |                                      |  |  |  |  |  |  |  |                          |
|                                |                                    |  |                   |                                      |  |  |  |  |  |  |  |                          |
|                                |                                    |  |                   | Filip Ludvík II. z Hanau-Münzenbergu |  |  |  |  |  |  |  |                          |
|                                |                                    |  |                   |                                      |  |  |  |  |  |  |  |                          |
|                                | Amálie Alžběta z Hanau-Münzenbergu |  |                   |                                      |  |  |  |  |  |  |  |                          |
|                                |                                    |  |                   |                                      |  |  |  |  |  |  |  |                          |
|                                |                                    |  |                   | Kateřina Belgica Nasavská            |  |  |  |  |  |  |  |                          |
|                                |                                    |  |                   |                                      |  |  |  |  |  |  |  |                          |
|                                | Karel I. Hesensko-Kasselský        |  |                   |                                      |  |  |  |  |  |  |  |                          |
|                                |                                    |  |                   |                                      |  |  |  |  |  |  |  |                          |
|                                |                                    |  |                   | Jan Zikmund Braniborský              |  |  |  |  |  |  |  |                          |
|                                |                                    |  |                   |                                      |  |  |  |  |  |  |  |                          |
|                                | Jiří Vilém Braniborský             |  |                   |                                      |  |  |  |  |  |  |  |                          |
|                                |                                    |  |                   |                                      |  |  |  |  |  |  |  |                          |
|                                |                                    |  |                   | Anna Pruská                          |  |  |  |  |  |  |  |                          |
|                                |                                    |  |                   |                                      |  |  |  |  |  |  |  |                          |
|                                | Hedvika Žofie Braniborská          |  |                   |                                      |  |  |  |  |  |  |  |                          |
|                                |                                    |  |                   |                                      |  |  |  |  |  |  |  |                          |
|                                |                                    |  |                   | Fridrich IV. Falcký                  |  |  |  |  |  |  |  |                          |
|                                |                                    |  |                   |                                      |  |  |  |  |  |  |  |                          |
|                                | Alžběta Šarlota Falcká             |  |                   |                                      |  |  |  |  |  |  |  |                          |
|                                |                                    |  |                   |                                      |  |  |  |  |  |  |  |                          |
|                                |                                    |  |                   | Luisa Juliana Oranžská               |  |  |  |  |  |  |  |                          |
|                                |                                    |  |                   |                                      |  |  |  |  |  |  |  |                          |
| Marie Luisa Hesensko-Kasselská |                                    |  |                   |                                      |  |  |  |  |  |  |  |                          |
|                                |                                    |  |                   |                                      |  |  |  |  |  |  |  |                          |
|                                |                                    |  | Gotthard Kuronský |                                      |  |  |  |  |  |  |  |                          |
|                                |                                    |  |                   |                                      |  |  |  |  |  |  |  |                          |
|                                | Vilém Kuronský                     |  |                   |                                      |  |  |  |  |  |  |  |                          |
|                                |                                    |  |                   |                                      |  |  |  |  |  |  |  |                          |
|                                |                                    |  |                   | Anna Meklenburská                    |  |  |  |  |  |  |  |                          |
|                                |                                    |  |                   |                                      |  |  |  |  |  |  |  |                          |
|                                | Jakub Kuronský                     |  |                   |                                      |  |  |  |  |  |  |  |                          |
|                                |                                    |  |                   |                                      |  |  |  |  |  |  |  |                          |
|                                |                                    |  |                   | Albrecht Fridrich Pruský             |  |  |  |  |  |  |  |                          |
|                                |                                    |  |                   |                                      |  |  |  |  |  |  |  |                          |
|                                | Sofie Pruská                       |  |                   |                                      |  |  |  |  |  |  |  |                          |
|                                |                                    |  |                   |                                      |  |  |  |  |  |  |  |                          |
|                                |                                    |  |                   | Marie Eleonora Klevská               |  |  |  |  |  |  |  |                          |
|                                |                                    |  |                   |                                      |  |  |  |  |  |  |  |                          |
|                                | Marie Amálie Kuronská              |  |                   |                                      |  |  |  |  |  |  |  |                          |
|                                |                                    |  |                   |                                      |  |  |  |  |  |  |  |                          |
|                                |                                    |  |                   | Jan Zikmund Braniborský              |  |  |  |  |  |  |  |                          |
|                                |                                    |  |                   |                                      |  |  |  |  |  |  |  |                          |
|                                | Jiří Vilém Braniborský             |  |                   |                                      |  |  |  |  |  |  |  |                          |
|                                |                                    |  |                   |                                      |  |  |  |  |  |  |  |                          |
|                                |                                    |  |                   | Anna Pruská                          |  |  |  |  |  |  |  |                          |
|                                |                                    |  |                   |                                      |  |  |  |  |  |  |  |                          |
|                                | Luisa Šarlota Braniborská          |  |                   |                                      |  |  |  |  |  |  |  |                          |
|                                |                                    |  |                   |                                      |  |  |  |  |  |  |  |                          |
|                                |                                    |  |                   | Fridrich IV. Falcký                  |  |  |  |  |  |  |  |                          |
|                                |                                    |  |                   |                                      |  |  |  |  |  |  |  |                          |
|                                | Alžběta Šarlota Falcká             |  |                   |                                      |  |  |  |  |  |  |  |                          |
|                                |                                    |  |                   |                                      |  |  |  |  |  |  |  |                          |
|                                |                                    |  |                   | Luisa Juliana Oranžská               |  |  |  |  |  |  |  |                          |
|                                |                                    |  |                   |                                      |  |  |  |  |  |  |  |                          |